# Aleksandr Stroganow (1795–1891)
Aleksandr Grigorjewicz Stroganow, ros. Александр Григорьевич Строганов (ur. 20 grudnia?/31 grudnia 1795 w Petersburgu, zm. 21 lipca?/2 sierpnia 1891 w Odessie) – rosyjski żołnierz w stopniu generała lejtnanta, arystokrata (hrabia) i polityk: minister spraw wewnętrznych i policji w Rządzie Tymczasowym Królestwa Polskiego (1831–1832), następnie całego Imperium (1839–1841), członek Rady Państwa (1849–1891); generał-gubernator małorosyjski (1836–1838), generał-gubernator petersburski (1854–1855), noworosyjsko–besarabski (1855–1863).
Od jego nazwiska pochodzi nazwa dania mięsnego boeuf Stroganow, będącego kombinacją tradycji kuchni francuskiej (smażona polędwica z sosem) i rosyjskiej (sos jest dodawany do potrawy, a nie osobno).

## Życiorys
Urodził się w rodzinie barona Grigorija Aleksandrowicza Stroganowa (1770–1857) i księżniczki Anny Siergiejewny Trubeckiej (1765–1824). W 1810–1812 kształcił się w Instytucie Korpusu Inżynierów Transportu, po czym otrzymał awans na chorążego. W 1812 wstąpił do Brygady Artylerii Gwardii. Wziął udział w wojnie obronnej, IV koalicji antyfrancuskiej (m.in. w bitwach pod Dreznem, Kulm i Lipskiem) oraz wojnie zimowej (zdobycie Paryża). W 1818–1821 był adiutantem szefa sztabu Piotra Wołkońskiego. W 1821 został mianowany adiutantem cara Aleksandra I i przeniesiony do służby w dyplomacji. W 1821–1826 pełnił obowiązki komisarza wojskowego różnych misji dyplomatycznych. W 1829 awansowany na pułkownika, został dowódcą Preobrażeńskiego Pułku Ułanów. W 1830–1831 brał udział w tłumieniu powstania listopadowego. W 1831 został mianowany generałem majorem. W lutym tego samego roku generał-gubernator warszawski Iwan Paskiewicz powierzył mu dowództwo wojsk pacyfikacyjnych w Królestwie Polskim. 16 września 1831 został powołany na ministra spraw wewnętrznych i policji w likwidacyjnym rządzie Fiodora Engla.
Od stycznia 1834 pełnił funkcję wiceministra spraw wewnętrznych Rosji, następnie generał-gubernatora małorosyjskiego (1836–1838). W grudniu 1834 otrzymał awans do stopnia generała adiutanta. W 1839 powrócił do administracji centralnej, na stanowisko ministra spraw wewnętrznych (do 1841). W 1840 awansowany na generała lejtnanta.
W 1841–1844 odbył podróż do Paryża, gdzie studiował jako wolny słuchacz Sorbony, uczęszczając na wykłady z wielu, różnorodnych dziedzin wiedzy. Najwięcej uwagi poświęcił prawu i administracji publicznej, zarządzaniu i finansom oraz kolejnictwu i technologii produkcji.
Po powrocie do Rosji objął stanowisko inspektora artylerii rezerwowej w ministerstwie wojny (1844–1855). W 1849 car Mikołaj I powołał go w skład Rady Państwa. Od 1854 Stroganow sprawował urzędy generał-gubernatorów kolejno: petersburskiego (do 1855) i noworosyjsko–besarabskiego (1855–1863). Jako generał-gubernator noworosyjsko-besarabski odstąpił od wcześniejszej polityki nieingerowania w skład etniczny i religijny ludności Krymu, popierając akcję sprowadzania chrześcijańskich osadników na Krym (na mocy specjalnej ustawy z 1862 r.) oraz umacniania pozycji prawosławia na półwyspie, w czym współpracował z biskupem chersońskim i taurydzkim Innocentym.
Jako kierownik administracji lokalnej na tzw. „obszarze zasiedlenia” zauważał negatywny wpływ dyskryminacji Żydów na rozwój gospodarczy Imperium oraz jego politykę etniczno-kulturową na ziemiach byłej Rzeczypospolitej. Żywo korespondował w tej sprawie, ostatecznie przekonując do swoich wniosków ministra spraw wewnętrznych Siergieja Łanskoja. Proponowane reformy nie znalazły jednak poparcia cara Aleksandra II. Przypuszczalnie nachalność w proponowaniu reform dla ziem zachodnich Imperium była powodem skierowania Stroganowa na bezterminowy urlop, celem „podreperowania zdrowia” (29 czerwca 1862).
W 1863 osiadł w Odessie i poświęcił się działalności społecznej. W 1859–1891 kierownik Carskiej Komisji Archeologicznej. W 1870 został wybrany prezesem Odeskiego Towarzystwa Historii i Starożytności. W 1884 został prezesem Towarzystwa Rolniczego Południowej Rosji. Był także prezesem Cesarskiego Towarzystwa Mineralogicznego (od 1841). Zmarł w 1891, pochowany na Starym Cmentarzu. Swój pokaźny księgozbiór przekazał testamentem bibliotece Uniwersytetu Noworosyjskiego.

## Odznaczenia i nagrody
W 1862 rada miejska Odessy nadała Stroganowowi tytuł honorowego obywatela miasta. Był wielokrotnie odznaczany wysokimi odznaczeniami rosyjskimi i zagranicznymi:
Rosyjskie:
- Order św. Anny – IV kl. (1813) za zasługi w boju, II kl. (1826), I kl. (1832);
- Order św. Włodzimierza – IV kl. z kokardą (1814), II kl. (1833), I kl. (1862);
- Order św. Jerzego – IV kl. (1834) za 25-lecie służby wojskowej;
- Order Orła Białego (1850),
- Order św. Andrzeja (1881),
- Order św. Aleksandra Newskiego (1855), z brylantami (1859)
- Odznaka honorowa: za XXV lat wiernej służby (1839), za XXX lat wiernej służby (1850), za XXXV lat wiernej służby (1850), za XL lat wiernej służby (1860).

Zagraniczne:
- Order „Pour le Mérite” (1813), Złota Korona (1865);
- Order Zbawiciela – I kl. (1835);
- Order Lwa Niderlandzkiego – I kl. (1841);
- Order Korony Dębowej – I kl. (1849);
- Order Wilhelma – II kl. (1849);
- Order Medżydów – I kl. (1857);
- Order Leopolda – Mały Krzyż (1874).

## Krąg rodzinny

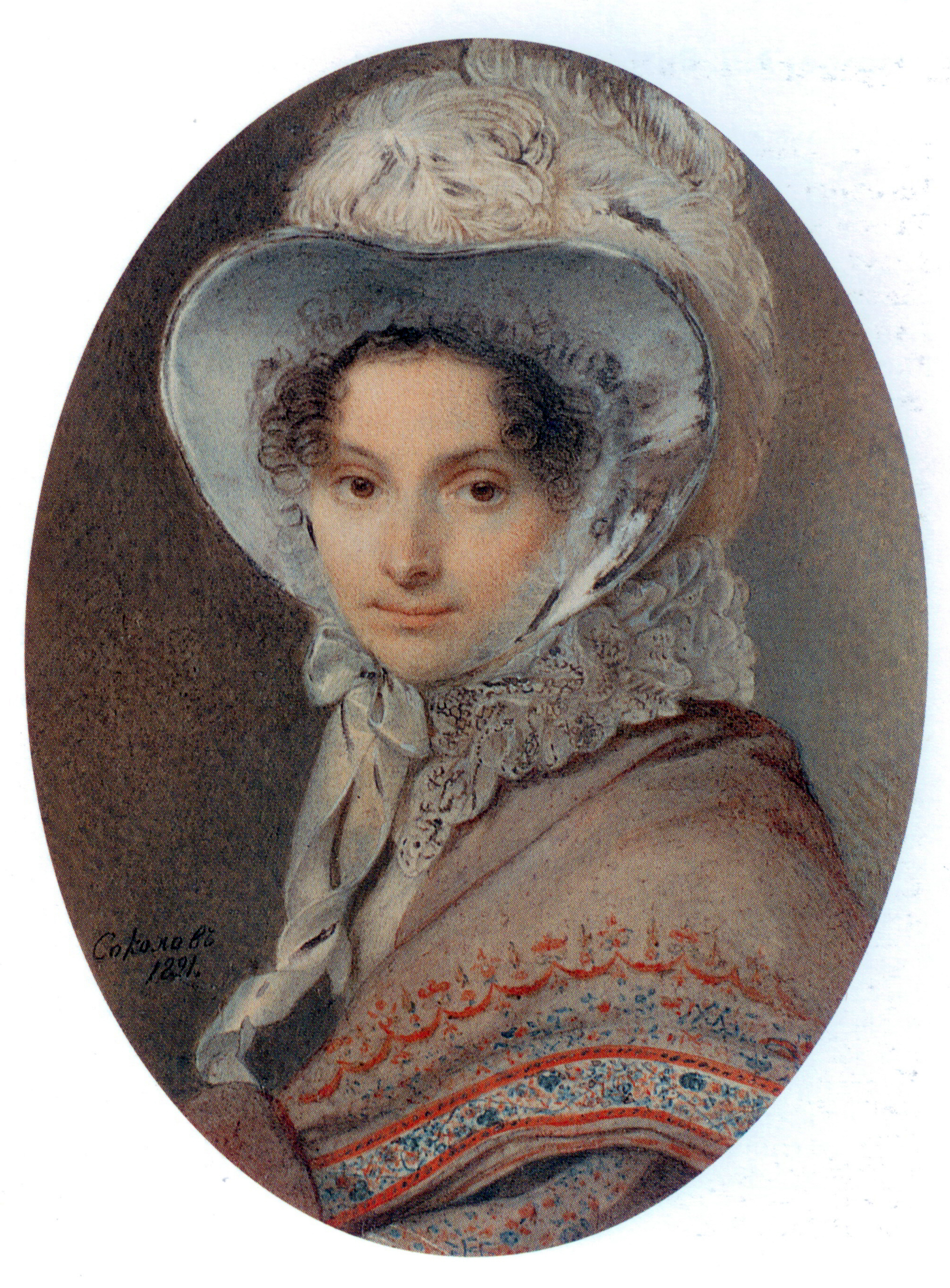
Natalia Stroganowa, mal. Piotr Sokołow (1821), wł. Galeria Tretiakowska

We wrześniu 1820 ożenił się z Natalią Wiktorowną Koczubej (1800–1855), córką ministra stanu Wiktora Pawłowicza Koczubeja (1768–1834) i Marii Wasilijewny Wasiljczkowej (1779–1844). Małżeństwo doczekało się czworga dzieci, dwóch córek i dwóch synów:
- Marianna Aleksandrowna (1822–1839);
- Grigorij Aleksandrowicz (1824–1878) – masztalerz dworu carskiego, od 1853 mąż Marii Nikołajewny Romanowej (1819–1876);
- Natalia Aleksandrowna (1828–1853) – od 1850 żona Pawła Wasilijewicza Golicyna (1822–1871), syna Wasilija Golicyna (1794–1836);
- Wiktor Aleksandrowicz (1831–1856) – od 1854 mąż Jekateriny Nikołajewny Wojejkowej;
- Siergiej Aleksandrowicz (1834–1842).

Przodkowie:
| 4. Aleksandr Nikołajewicz Stroganow     |  |                                      |  |  |                                      |
|                                         |  | 2. Grigorij Aleksandrowicz Stroganow |  |  |                                      |
| 5. Jelizawieta Aleksandrowna Zagriażska |  |                                      |  |  |                                      |
|                                         |  |                                      |  |  | 1. Aleksandr Grigorijewicz Stragonow |
| 6. Siergiej Aleksiejewicz Trubecki      |  |                                      |  |  |                                      |
|                                         |  | 3. Anna Siergiejewna Trubecka        |  |  |                                      |
| 7. Jelena Wasilijewna Nieświeska        |  |                                      |  |  |                                      |
|                                         |  |                                      |  |  |                                      |